# (35562) 1998 GL1
1998 GL1 (asteroide 35562) é um asteroide da cintura principal. Possui uma excentricidade de 0.05677950 e uma inclinação de 16.03095º.
Este asteroide foi descoberto no dia 5 de abril de 1998 por Frank B. Zoltowski em Woomera.